# ساحل بربر

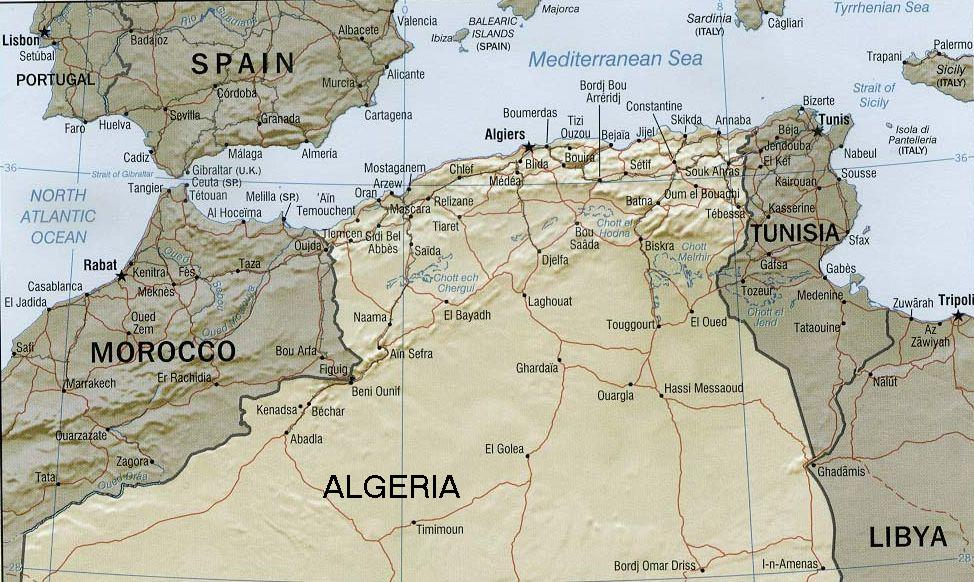
ساحل بربر

ساحل بربر (انگلیسی: Barbary Coast) این اصطلاح توسط اروپایی‌ها از قرن ۱۶ تا قرن ۱۹ برای اشاره به بسیاری از سرزمین‌های قوم بربر بکار می‌رفت. امروز، اصطلاح مغرب عربی یا به سادگی «مغرب» تقریباً با آن معادل است و شامل کشورهای واقع در آفریقای شمالی، مراکش، الجزایر، تونس و لیبی می‌شود.